# 伊贾斯拉夫·弗拉基米罗维奇 (波洛茨克)
伊贾斯拉夫·弗拉基米罗维奇（Изяслав Владимирович，约980年—1001年），古罗斯王公，波洛茨克王公（987年~1001年在位）。他是波洛茨克（现在的白俄罗斯）公王朝的始祖。
伊贾斯拉夫·弗拉基米罗维奇是基辅大公弗拉基米尔一世·斯维亚托斯拉维奇的儿子。他的母亲是波洛茨克人（可能是来自北欧的挪威人）的最后一个部落首领罗格沃洛德的女儿罗格涅达·罗格沃洛多芙娜。大约在980年，弗拉基米尔为与其兄长亚罗波尔克一世·斯维亚托斯拉维奇大公斗争而攻占了波洛茨克，并且强奸了罗格涅达。罗格涅达后来为他生了许多子女。这次事件使得波洛茨克的命运与基辅罗斯联系在一起。在伊贾斯拉夫于987年继承了外祖父的领地后，波洛茨克的历代王公就都属于留里克王朝了。
弗拉基米尔·斯维亚托斯拉维奇为自己的儿子建立了一座新城市伊贾斯拉夫尔，把他安排到那里当王公。但是后来伊贾斯拉夫回到波洛茨克，在那里一直统治到去世。编年史称赞伊贾斯拉夫·弗拉基米罗维奇，说他是一位温和正直的人。

## 子女
1. 弗谢斯拉夫·伊贾斯拉维奇 （？～1003年），波洛茨克王公
2. 布里亚奇斯拉夫·伊贾斯拉维奇 （？～1044年），波洛茨克王公

| 前任： 罗格沃洛德 | 波洛茨克王公 987~1001 | 繼任： 弗谢斯拉夫·伊贾斯拉维奇 |